# Френк Хененлотер
Френк Хененлотер (енгл. Frank Henenlotter; 29. август 1950, Њујорк) амерички је редитељ, сценариста и филмски историчар. Најпознатији је по својим хорор комедијама, иако више воли да се представља као редитељ експлоатационих филмова. Његов најтначајнији филм је Безнадежни случај из корпе (1982), који је упркос веома ниском буџету успео да постане култни класик и изроди два наставка, Безнадежни случај из корпе 2 (1990) и Безнадежни случај из корпе 3: Потомство (1991), које је такође он режирао.
Хененлотер је познат и по другим хорор комедијама, као што су: Оштећење мозга (1988), Франкенхукер (1990) и Зла биологија (2008), за коју је награђен на Њујоршком фестивалу хорор филмова у категорији најбољег остварења. Режирао је и неколико документараца о експлоатационим и хорор филмовима.

## Филмографија
| Година | Филм                                    | Оригинални наслов | Редитељ | Сценариста | Глумац |
| ------ | --------------------------------------- | ----------------- | ------- | ---------- | ------ |
| 1972.  | Оштрица ножа (кратки)                   |                   | Да      | Не         | Не     |
| 1982.  | Безнадежни случај из корпе              |                   | Да      | Да         | Да     |
| 1988.  | Оштећење мозга                          |                   | Да      | Да         | Не     |
| 1990.  | Безнадежни случај из корпе 2            |                   | Да      | Да         | Не     |
| 1990.  | Франкенхурер                            |                   | Да      | Да         | Да     |
| 1991.  | Безнадежни случај из корпе 3: Потомство |                   | Да      | Да         | Не     |
| 2008.  | Зла биологија                           |                   | Да      | Да         | Не     |
| 2015.  | Ухвати Бленкси                          |                   | Да      | Да         | Не     |